# Vlag van Kollumerland en Nieuwkruisland

Vlag van Kollumerland en Nieuwkruisland

De vlag van Kollumerland en Nieuwkruisland werd op 19 april 1960 door de gemeenteraad aangenomen. Vanaf 2019 is de vlag niet langer als gemeentelijke vlag in gebruik omdat de gemeente Kollumerland en Nieuwkruisland in de nieuwe gemeente Noardeast-Fryslân op is gegaan. De vlag wordt als volgt beschreven:
Zeven banen van rood, geel, groen, wit, groen, geel en rood, waarvan de hoogten zich verhouden als 1:1:1:3:1:1:1, met op de witte baan een zespuntige ster.
Het ontwerp was van de Stichting voor Banistiek en Heraldiek. De vlag is afgeleid van het gemeentelijke wapen. De groene en de gele baan in de vlag duiden op kleigrond (groen) in het oosten van de gemeente en de zandgronden (geel) in het westen van de gemeente. De witte baan in het midden komt pas in het wapen naar voren, sinds de toevoeging van Nieuw Kruisland aan Kollumerland. Waarschijnlijk duidt de witte baan dus op Nieuw Kruisland.
De rode ster in het midden duidt op de hoofdplaats van de gemeente, Kollum. De rode banen aan de buitenkant van de vlag hebben waarschijnlijk ook deze afkomst, aangezien rood een aanzienlijke kleur is in het wapen en de vlag van Kollum.

## Dorpsvlaggen
De navolgende wapens en vlaggen zijn in de jaren 1969/70 tot stand gekomen in overleg met de Fryske Rie foar Heraldyk en de heren Minnema, Keune en Offringa, leden van de Geakunde Commissie van Kollumerland en Nieuwkruisland In de ontwerpperiode hebben de besturen van de Plaatselijk Belang-organisaties in elk van de dorpen, de ontwerpen besproken, en goedgekeurd of verworpen, in welk laatste geval een nieuw ontwerp werd aangeboden. Bij het ontwerpen van de wapens voor de 14 dorpen is gezocht naar aanknopingspunten in de geschiedenis en de geografische ligging van de dorpen. In 1971 zijn de dorpen Zandbulten en Zwagerveen opgeheven en samengevoegd met Kollumerzwaag. Om echter de volledige serie te presenteren worden de aan deze voormalige dorpen verleende wapens hier toch afgedrukt.

Vlag van Augsbuurt
Vlag van Burum
Vlag van Kollum
Vlag van Kollumerpomp
Vlag van Kollumerzwaag
Vlag van Munnekezijl
Vlag van Oudwoude
Vlag van Triemen
Vlag van Veenklooster
Vlag van Warfstermolen
Vlag van Westergeest
Vlag van Zandbulten
Vlag van Zwagerbosch
Vlag van Zwagerveen

## Verwante symbolen

Gemeentewapen van Kollumerland en Nieuwkruisland

Aengwirden 
· Baarderadeel 
· Barradeel 
· het Bildt 
· Bolsward 
· Boornsterhem 
· Dokkum 
· Dongeradeel 
· Doniawerstal 
· Ferwerderadeel 
· Franeker 
· Franekeradeel 
· Gaasterland 
· Gaasterland-Sloten 
· Haskerland 
· Hemelumer Oldeferd 
· Hennaarderadeel 
· Hindeloopen 
· Idaarderadeel 
· IJlst 
· Kollumerland en Nieuwkruisland 
· Leeuwarderadeel 
· Lemsterland 
· Littenseradeel 
· Menaldumadeel 
· Nijefurd 
· Oostdongeradeel 
· Rauwerderhem 
· Schoterland 
· Skarsterlân 
· Sloten 
· Sneek 
· Stavoren 
· Terschelling en Vlieland 
· Utingeradeel 
· Westdongeradeel 
· Wonseradeel 
· Workum 
· Wymbritseradeel